# Mega Man 3
Mega Man 3, conosciuto in Giappone come Rockman 3: End of Dr. Wily!? (ロックマン3 Dr.ワイリーの最期!??, Rokkuman 3: Dokutā Wairī no Saigo!?) è un videogioco sviluppato e pubblicato da Capcom per Nintendo Entertainment System. È il terzo gioco della serie Mega Man originale ed è stato originariamente distribuito in Giappone il 28 settembre 1990. È stato poi localizzato in Nord America più tardi nel 1990 e in Europa nel 1992. Collocato dopo Mega Man 2, la trama segue l'eroe titolare mentre aiuta il suo creatore, il Dr. Light, e un ex cattivo, il Dr. Wily, a raccogliere parti per un robot per il mantenimento della pace sconfiggendo diversi Robot Master che sono andati in tilt.
Mega Man 3 segue lo stesso formato stabilito dai suoi due predecessori. Il giocatore, nei panni di Mega Man, deve completare una serie di fasi in qualsiasi ordine. Sconfiggere il boss di un livello farà guadagnare al giocatore la sua arma speciale, che può essere selezionata e utilizzata a piacimento per il resto del gioco. Mega Man 3 introduce nuovi elementi di gioco come il compagno cane di Mega Man, Rush, e la capacità di scivolare lungo il terreno. A differenza dei primi due capitoli della serie, l'artista e designer Keiji Inafune ha considerato la creazione di Mega Man 3 molto stressante a causa dei limiti di tempo e delle sue maggiori responsabilità durante il suo sviluppo.
Dopo il successo di Mega Man 2 uscito due anni prima, Mega Man 3 ha venduto 1,17 milioni di copie ed è stato accolto positivamente dalla critica. La sua presentazione e il suo gameplay sono stati particolarmente elogiati, anche se molti hanno trovato il gioco troppo difficile. Come altri titoli della serie, Mega Man 3 è stato ripubblicato più volte su altre piattaforme di gioco, su telefoni cellulari e come parte di varie compilation del franchise di Mega Man.

## Trama
Nell'anno 200X il Dr. Wily sostiene di essersi ravveduto per il suo comportamento passato e inizia così a collaborare col Dr. Light (in questo gioco chiamato erroneamente Dr. Right) in un progetto per la costruzione di un androide che mantenga la pace nel mondo, il suo nome sarà Gamma. Nel frattempo gli 8 Robot Masters progettati dai 2 scienziati per mantenere la pace impazziscono e vanno fuori controllo scappando con gli 8 cristalli. Ancora una volta Mega Man è chiamato in azione per recuperare i cristalli che si trovano su diversi pianeti minerari, affiancato da un nuovo compagno canino dal nome Rush parte alla caccia degli androidi dissidenti.
Proto Man (DRN-000; conosciuto come Blues in Giappone), la prima creazione del Dr. Light, è ritornato dopo un anno passato ad allenarsi nell'intento di battere Mega Man e così lo sfida durante alcune missioni, uscendo sconfitto, deciderà di aprire la strada al suo rivale. Proto Man nascondera la propria identità dietro allo pseudonimo di Break Man fino al castello del Dr. Wily.
Sconfitti gli 8 Robot Masters, appaiono 4 nuovi livelli, che sono le versioni molto più difficili di quelli che hanno sostituito, ad esempio la seconda versione del livello di Spark Man è caratterizzata da una discesa nel vuoto in mezzo a delle mine acuminate che, in caso fossero toccate, eliminerebbero all'istante Mega Man. In questi livelli il protagonista si trova ad affrontare dei nuovi androidi chiamati Doc Robots (uno a metà livello ed uno alla fine) che hanno assorbito le abilità dei Robot Masters di Mega Man 2.
Dopo le vittorie sui Robot Masters, Mega Man, viene sfidato in duello da Break Man che si rivela essere Proto Man. Superato anche questo ostacolo e teletrasportatosi in laboratorio Mega Man viene a conoscenza dal Dr. Light che il Dr. Wily si è impossessato dell'androide Gamma e che quindi bisogna intervenire prima che esso venga attivato. Giunto nella nuova fortezza costruita dal malvagio scienziato e superate altre dure battaglie (tra cui una con alcuni suoi cloni) Mega Man si trova dinnanzi a Gamma controllato dal Dr. Wily. Sconfitto l'androide dopo una durissima battaglia la fortezza comincia a destabilizzarsi e parte del soffitto crolla su Mega Man e sul Dr. Wily, Proto Man giunto sul posto riesce a salvare Mega Man mentre per il Dr. Wily non sembra esserci più nulla da fare.
Al suo risveglio Mega Man si ritrova nel laboratorio del Dr. Light che spiega all'androide di averlo trovato disteso al suolo mentre entrava nel locale, mentre il Dr. Light cerca capire chi possa averlo trasportato fin li un fischietto risuona nell'aria togliendo ogni dubbio sull'identità del loro benefattore. Sembra che dopo tutto Proto Man non sia malvagio.
Il Dr. Light conduce così Mega Man al suo tavolo di laboratorio dove gli mostra un notebook pieno dei progetti per la costruzione di Proto Man, il prototipo dell'androide finale, che può essere considerato il fratello di Mega Man. Oltre a questi disegni ve ne sono anche altri appartenenti a Roll e Gutsman personaggi che appariranno successivamente nella serie.

## Modalità di gioco
Mega Man 3 è il terzo gioco realizzato della serie Mega Man, ed include diverse modifiche tra cui:
- L'introduzione di Rush, un cane robotico, che si può trasformare in diversi oggetti utili a Mega Man.
- È il primo capitolo della serie dove è possibile effettuare una scivolata, mossa che, oltre ad innovare lo stile del gioco e le azioni dei nemici, comparirà costantemente in quasi tutti i capitoli della serie.
- Con 4 livelli aggiuntivi e 8 boss regolari oltre ai Robot Masters è il più lungo dei giochi della serie.
- La difficoltà del gioco, vista la lunghezza, è stata abbassata e così il giocatore può trasportare fino a 9 contenitori di energia (E).
- Il sistema delle password è stato semplificato rispetto ai giochi precedenti, è richiesto infatti un unico punto per indicare il numero di contenitori di energia accumulati e uno per il livello di gioco raggiunto.
- Questo è il primo gioco dove appare Proto Man.
- Questo è il primo gioco a girare a 60 FPS contro i convenzionali 50 dei 2 capitoli precedenti, il che si traduce in una maggiore velocità di gioco. Tutti i seguenti titoli gireranno a questo frame rate.

Oltre ad acquisire lo Shadow Blade da Shadow Man e il Needle Cannon da Needle Man, Mega Man viene premiato con il Rush Marine ed con il Rush Jet rispettivamente. Comunque essendo presente un bug nel gioco è possibile utilizzare il Rush Jet anche prima di aver sconfitto Shadow Man e Needle Man. Questo bug è stato successivamente corretto nell'edizione del 2004 e consiste nel poter entrare nel menù e selezionare con il cursore invisibile la posizione dove dovrebbe essere il Rush Jet, tornando alla schermata di gioco si noterà che la sua barra di energia è vuota ma basterà raccogliere una capsula energetica per poterlo utilizzare normalmente.
Sono inoltre presenti i seguenti cameo:
- Le abilità degli 8 Robot Masters presenti in Mega Man 2 sono riprodotte separatamente da ognuno dei Doc Robots, infatti all'inizio dello scontro appare brevemente l'ologramma del Robot Master imitato.
- Il boss del secondo livello nella Fortezza di Wily, lo Yellow Devil, è una versione modificata del mostro di roccia presente nel primo Mega Man.
- Il boss del terzo livello nella Fortezza di Wily è un clone di Mega Man accompagnato da 2 sue copie olografiche. Questo è molto simile a quello che appare sempre nel primo capitolo della saga.
- Nel quarto livello della Fortezza di Wily, sulla strada che porta alla sala di teletrasporto, c'è un mostro che attacca lanciando rocce come Guts Man.
- Anche Gamma assomiglia molto a Guts Man.
- I giochi della serie Mega Man da 2 al 6 hanno in comune la presenza di capsule di teletrasporto in cui si deve affrontare di nuovo tutti e 8 i Robot Masters una seconda volta. Sconfitti tutti ed 8 appare un teletrasporto aggiuntivo che conduce allo scontro finale, Mega Man 3, con Mega Man 6 è una delle due eccezioni a questa regola, infatti non appare il nono teletrasporto ma si sblocca una porta in cui sono presenti diversi bonus.

I due livelli finali del gioco, nella Fortezza di Wily, sono anche i più semplici con l'eccezione del livello di Break Man. Ognuno dei due è composto da solo due camere, la prima contenente una serie di potenziamenti ma senza mostri e la seconda dove si trova il Boss. Il primo dei due sembrerebbe il vero Dr. Wily ma in realtà si tratta di una marionetta meccanica mentre il secondo è il vero dottore che controlla Gamma dal suo interno.

## Eredità
Mega Man 3 è stato pubblicato su molte console e dispositivi dal suo debutto nel 1990 su NES. Negli Stati Uniti, è stato trasformato in un gioco LCD portatile dalla Tiger Electronics. È l'unico gioco Mega Man nella libreria arcade PlayChoice-10 di Nintendo. Mega Man 3 è stato rifatto nel 1994 per il gioco per Sega Genesis Mega Man: The Wily Wars, con grafica e audio aggiornati. Mega Man 3 è stato poi reso disponibile su PlayStation nella linea Rockman Complete Works in Giappone nel 1999. Questa versione disponeva di musica riarrangiataa , gallerie di immagini e una modalità facilitata per i giocatori principianti. L'edizione NES del gioco faceva anche parte di una compilation nordamericana di dieci titoli della serie chiamata Mega Man Anniversary Collection, che fu pubblicata per PlayStation 2 e Nintendo GameCube nel 2004 e per Xbox nel 2005. Sempre nel 2005, Mega Man 3 è stato distribuito insieme ad altri giochi Capcom come parte di una periferica Plug It In & Play TV Games di Jakks Pacific. Mega Man 3 è stato poi reso disponibile da Capcom sui telefoni cellulari in Giappone nel 2005 e in Nord America nel 2008. La versione NES è arrivata sul servizio Virtual Console di Nintendo Wii in tutto il mondo nel 2008. La versione Complete Works è stata distribuita su PlayStation Network (scaricabile su PlayStation 3 e PlayStation Portable) in Giappone nel 2010 e in Nord America nel 2011. Mega Man 3 è stato reso disponibile per il download sulla Virtual Console di Nintendo 3DS in Giappone il 26 settembre 2012. Infine, Mega Man 3 e il suo prequel Mega Man 2 sono inclusi nella collezione Super Retro-Cade, una console dedicata del 2018 che include 90 videogiochi arcade, NES e Super NES.
Molte delle funzionalità introdotte in Mega Man 3 sono state mantenute dalla serie. Questi includono i personaggi Proto Man e Rush, la capacità del giocatore di scivolare e livelli extra ambientati tra gli otto Robot Master iniziali e la fortezza del Dr. Wily. Con l'uscita di Mega Man 9 nel 2008, tuttavia, alcuni di questi elementi e altri implementati dal terzo all'ottavo titolo sono stati abbandonati in favore degli aspetti più basilari di Mega Man e Mega Man 2.  I produttori di Mega Man 9 hanno definito il nono gioco come "il nuovo Mega Man 3" perché volevano superare ciò che avevano realizzato in Mega Man 2.